# Surimi
Surimi (jap. すり身) – pasta wykonana z ryb lub innego mięsa. Termin ten może również odnosić się do wielu azjatyckich potraw, które używają tej pasty jako głównego składnika. Jest dostępny w wielu kształtach, formach i teksturach, często używany jest do imitowania tekstury i koloru mięsa homara, kraba, grillowanego węgorza japońskiego lub skorupiaków.

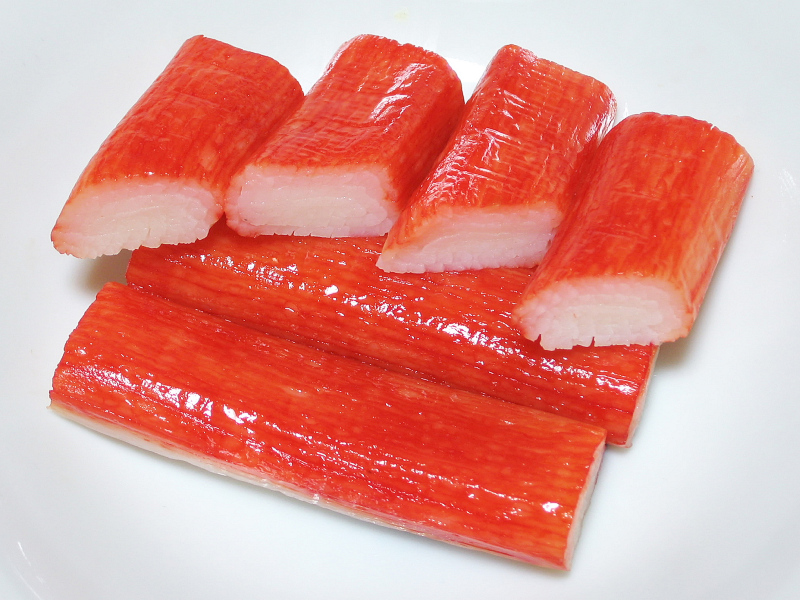
Surimi w formie tzw. paluszków krabowych

Najbardziej popularnym produktem surimi na zachodnim rynku jest imitacja mięsa krabowego. Taki produkt często jest sprzedawany jako krab, imitacja kraba i fałszywy krab w Stanach Zjednoczonych, oraz jako pałeczki rybne, pałeczki krabowe, podkreślacz morski lub wydłużacz morski w państwach Wspólnoty Narodów. W Wielkiej Brytanii produkt czasami jest znany jako pałeczki morskie, aby uniknąć naruszania zasad handlu dotyczących fałszywej reklamy.

## Historia
Pasty z ryb były popularnym jedzeniem w Azji Wschodniej. W Chinach jedzenie to jest używane do produkcji kulek rybnych (魚蛋/魚丸) oraz jako składnik gęstej zupy geng (羹), powszechnej w kuchni fujiańskiej. W Japonii, najwcześniejsza produkcja surimi miała miejsce w 1115 roku do produkcji kamaboko. Mintaj, będący rodzimy dla mórz wokół Japonii, odegrał ważną rolę w rozwoju przetworzonego surimi ze względu na jego wysoką zawartość białka. Satsumaage, chikuwa i hanpen były innymi głównymi produktami surimi przed 1960 rokiem.
Po II wojnie światowej do przetwarzania surimi używano maszyn, ale zawsze był on sprzedawany na świeżo, ponieważ zamrażanie miało negatywny wpływ na gotowy produkt poprzez denaturację zdolności żelowania surimi. Między 1945 a 1950 rokiem rekordowe połowy mintaja na Hokkaido (głównie ze względu na pozyskiwanie ikry) spowodowały dostęp do dużych ilości mięsa rybnego, dlatego Stacja Badawcza Rybołówstwa na Hokkaido utworzyła zespół, mający na celu lepsze wykorzystanie tego nadmiaru. Zespół pod kierownictwem K. Nishiya odkrył, że dodanie soli podczas przetwarzania zapobiegało powstawaniu gąbczastej tekstury, która występowała po zamrożeniu, i zaczął również stosować solone surimi do produkcji kiełbas rybnych. W 1969 roku Nishitani Yōsuke odkrył, że użycie sacharozy lub innych węglowodanów, takich jak sorbitol, działało jako krioprotektant stabilizujący aktomiozynę w surimi, nie denaturując białka rybnego w taki sam sposób, jak robi to sól.
Technologia przemysłowa surimi opracowana przez Japonię na początku lat 60. XX wieku spowodowała rozwój przemysłu surimi. W 1963 roku rząd Hokkaido złożył wniosek o patent na technologię przetwarzania surimi, a firmy takie jak Nippon Suisan i Maruha Nichiro  w połowie lat 60. wprowadziły przetwarzanie mrożonych ryb na morzu. Po szczytowym spożyciu surimi w 1975 roku, spożycie w Japonii zaczęło maleć, gdyż wzrastała preferencja dla innych mięs (wołowiny, wieprzowiny), a niższej jakości produkty na rynku wpłynęły na ogólne zdanie konsumentów o surimi. Chociaż standardy jakości ryb w japońskich produktach surimi były dość wysokie, ogólne postrzeganie surimi przez konsumentów przypisuje je do połowów przypadkowych i ryb niższej jakości.
Kiedy w 1976 roku ustawa o ochronie i zarządzaniu rybołówstwem Magnusona-Stevensa została uchwalona, Stany Zjednoczone zaangażowały się w przemysł surimi poprzez wspólne przedsięwzięcia z japońskimi przetwórcami ryb. Produkty imitujące kraba zostały opracowane w Japonii między 1973 a 1975 rokiem, i mimo że nie cieszyły się taką popularnością w Japonii, otworzyły drzwi do międzynarodowego spożycia surimi. Od lat 80. XX wieku dokonywano dalszych postępów w wykorzystywaniu różnych rodzajów ryb. Pierwsza amerykańska fabryka przetwarzania surimi została wybudowana w 1984 roku na wyspie Kodiak, a w Kanadzie, przy udziale japońskich techników, w 1995 roku.
Na początku lat 90. i pod koniec lat 2000. cena surimi wzrosła gwałtownie. Miało to duży wpływ na wiele małych japońskich firm produkujących kamaboko, co skutkowało bankructwem wielu z nich z powodu kosztów materiałów oraz zmniejszającego się zwyczaju spożywania na co dzień kamaboko przez młodsze pokolenia. W miarę jak cena rosła, przemysł surimi szukał metod minimalizacji odpadów. Dekantacja opracowana w połowie lat 90., usprawniła w dalszym stopniu odzyskiwanie mięsa rybnego podczas procesu mycia.
Do produkcji surimi i produktów opartych na surimi wykorzystuje się dwa do trzech milionów ton ryb z całego świata, co stanowi 2–3 procent światowego zapotrzebowania na ryby. Głównymi producentami surimi i produktów opartych na surimi są Stany Zjednoczone i Japonia. Tajlandia stała się ważnym producentem, a rola Chin jako producenta wzrasta. W przemyśle surimi pojawiło się wiele nowych podmiotów, w tym Litwa, Wietnam, Chile, Wyspy Owcze, Francja i Malezja.

## Produkcja
Chude mięso z ryb lub zwierząt lądowych najpierw jest oddzielane lub mielone. Mięso jest następnie kilkakrotnie płukane, aby wyeliminować niepożądane zapachy. Produkt jest ubijany i rozdrabniany, aby utworzyć galaretowatą pastę. W zależności od pożądanej tekstury i smaku produktu surimi, galaretowata pasta jest mieszana z różnymi proporcjami dodatków, takich jak spoiwa (skrobia, białko jaja, białko sojowe, transglutaminazy), sól, olej roślinny, humektanty, krioprotektanty (sorbitol, cukier), przyprawy i wzmacniacze smaku, takie jak glutaminian sodu (MSG).
Jeśli surimi ma być pakowane i zamrożone, do mieszaniny mięsnej dodawane są krioprotektanty spożywcze jako środki konserwujące. W większości przypadków surimi jest natychmiast przetwarzane w formowany i utrwalony produkt.
Zazwyczaj uzyskana pasta, w zależności od rodzaju ryby i tego, czy była płukana w procesie produkcji, jest bezsmakowa i musi być sztucznie aromatyzowana. Według Bazy Danych Żywnościowej Departamentu Rolnictwa Stanów Zjednoczonych, surimi rybny zawiera około 76% wody, 15% białka, 6,85% węglowodanów i 0,9% tłuszczu.
W Ameryce Północnej i Europie surimi odnosi się również do produktów rybnych produkowanych przy użyciu tego procesu. Ogólny termin dla surimi opartego na rybach w języku japońskim to „produkty z puree rybnego” (魚肉練り製品 gyoniku neri seihin). Zdolność żelowania białka w białych rybach sprawia, że są one idealne do produkcji surimi, ale inne ryby, w tym mięso ciemne, zostały włączone, gdy postęp technologiczny rozwiązał problemy z żelowaniem.

### Ryby używane do produkcji surimi
Do produkcji surimi wykorzystuje się następujące ryby:
- Mintaj (Gadus chalcogrammus)
- Dorsz atlantycki (Gadus morhua)
- Kulbinowate (Pennahia macrocephalus[12])
- Latarnikowate (Priacanthus arenatus[13])
- Nemipterus virgatus (Nemipterus virgatus)
- Chanos (Chanos chanos)
- Morszczuk pacyficzny (Merluccius productus)
- Różne gatunki rekinów
- Włócznik (Xiphias gladius)
- Tilapia
  - Oreochromis mossambicus
  - Oreochromis niloticus niloticus
- Micropterus
  - Bass małogębowy (Micropterus dolomieu)
  - Bass wielkogębowy (Micropterus salmoides)
  - Micropterus floridanus

## Produkty z surimi
| Zdjęcie           | Nazwa                        | Opis | Surowiec                                                      | Kuchnia                                                            |
| ----------------- | ---------------------------- | --- | ------------------------------------------------------------- | ------------------------------------------------------------------ |
|                   | A-gei                        | nadziewane tofu gotowane w wywarze mięsnym                                                                                                 | ryba                                                          | Chiny                                                              |
|                   | Yong tau foo                 | tofu nadziewane mielonym mięsem | ryba lub mięso mielone                                        | Chiny                                                              |
|                   | Chikuwa                      | grillowane surimi formowane na bambusie | ryba                                                          | Japonia                                                            |
|                   | Paluszki krabowe             | znane również jako imitacja kraba | ryba, owoce morza                                             | Japonia                                                            |
|                   | Kamaboko                     | uformowane w bochenki, gotowane na parze, podawane pokrojone w plastry                                                                     | ryba                                                          | Japonia                                                            |
|                   | Narutomaki                   | rodzaj kamaboko | ryba                                                          | Japonia                                                            |
|                   | Gyoniku soseji               | kiełbaski rybne | ryba                                                          | Japonia                                                            |
|                   | Hanpen                       | wykonane z mieszanki pochrzynu (Dioscorea japonica) i surimi, pokrojone w trójkąty                                                         | ryba                                                          | Japonia                                                            |
|                   | Satsuma-age                  | smażone na głębokim tłuszczu placuszki | ryba                                                          | Japonia                                                            |
|                   | Ngo hiang                    | zawinięte w skórkę tofu i smażone | ryba, wieprzowina                                             | Chiny, · Indonezja, · Malezja, · Filipiny, · Singapur, · Tajlandia |
|                   | Pempek                       | uformowane w walce i smażone na głębokim tłuszczu                                                                                          | ryba                                                          | Indonezja                                                          |
|                   | Keropok lekor                | malezyjska przekąska uliczna. Placuszki rybne są formowane w kształty palców, a następnie głęboko smażone i spożywane z ostrym sosem chili | ryba                                                          | Malezja                                                            |
|                   | Karp po żydowsku             | uformowane w okrągłe placuszki i gotowane w wywarze                                                                                        | ryba                                                          | Izrael                                                             |
| Klopsiki z surimi |                              | |                                                               |                                                                    |
|                   | Fish ball                    | | ryba                                                          | Azja                                                               |
|                   | Bakso ikan                   | | wołowina                                                      | Chiny                                                              |
|                   | Tsukune (Tsumire)            | mięso z kurczaka, często nadziewane na patyczki i gotowane na różne sposoby                                                                | kurczak                                                       | Japonia                                                            |
|                   | Hongkońskie klopsiki z jelca | | ryba                                                          | Hongkong                                                           |
|                   | Fuzhou                       | | ryba                                                          | Chiny                                                              |
|                   | Zupa rybna Hakka             | | ryba                                                          | Chiny                                                              |
|                   | Kaeng khiao wan luk chin pla | Zielone curry z klopsikami | ryba                                                          | Tajlandia                                                          |
|                   | Bún riêu                     | zupa z klopsikami | krab (bún riêu cua), ryba (bún riêu cá), ślimak (bún riêu ốc) | Wietnam                                                            |